# North Attleborough
North Attleborough é uma vila localizada no condado de Bristol no estado estadounidense de Massachusetts. No Censo de 2010 tinha uma população de 28.712 habitantes e uma densidade populacional de 571,43 pessoas por km².

## Geografia
North Attleborough encontra-se localizado nas coordenadas 41° 58′ 21″ N, 71° 20′ 07″ O. Segundo o Departamento do Censo dos Estados Unidos, North Attleborough tem uma superfície total de 50.25 km², da qual 48.88 km² correspondem a terra firme e (2.72%) 1.36 km² é água.

## Demografia
Segundo o censo de 2010, tinha 28.712 pessoas residindo em North Attleborough. A densidade populacional era de 571,43 hab./km². Dos 28.712 habitantes, North Attleborough estava composto pelo 92.46% brancos, o 1.49% eram afroamericanos, o 0.18% eram amerindios, o 3.51% eram asiáticos, o 0.02% eram insulares do Pacífico, o 0.79% eram de outras raças e o 1.55% pertenciam a duas ou mais raças. Do total da população o 2.35% eram hispanos ou latinos de qualquer raça.